# Эстонский спортивный биографический словарь
Эстонский спортивный биографический словарь (эст. Eesti spordi biograafiline leksikon, сокращ. ESBL) — биографический словарь деятелей спорта Эстонии.
Третье издание (2011) состоит из почти 6000 статей, из которых 4300 с фотоиллюстрациями. Второе вышло в 2001 году (Eesti spordi biograafiline leksikon. Tallinn, 2001), первое — в 1937. В настоящее время пополняется и дополняется интернет-версия, расположенная на сайте Эстонской энциклопедии.
Издание 2011 года выпущено издательством «Эстонская энциклопедия» в сотрудничестве с Эстонским олимпийским комитетом, Министерством культуры и при поддержке Эстонского Культурного фонда.